# فريدريش هوخباوم
فريدريش هوخباوم (7 أغسطس 1894 - 28 يناير 1955) كان جنرالًا ألمانيًا خلال الحرب العالمية الثانية. وقد حصل على وسام الفارس الصليبي الحديدي بأوراق البلوط لألمانيا النازية. استسلم للقوات السوفيتية في مايو 1945 وتوفي في الأسر في يناير 1955.

## الجوائز والأوسمة

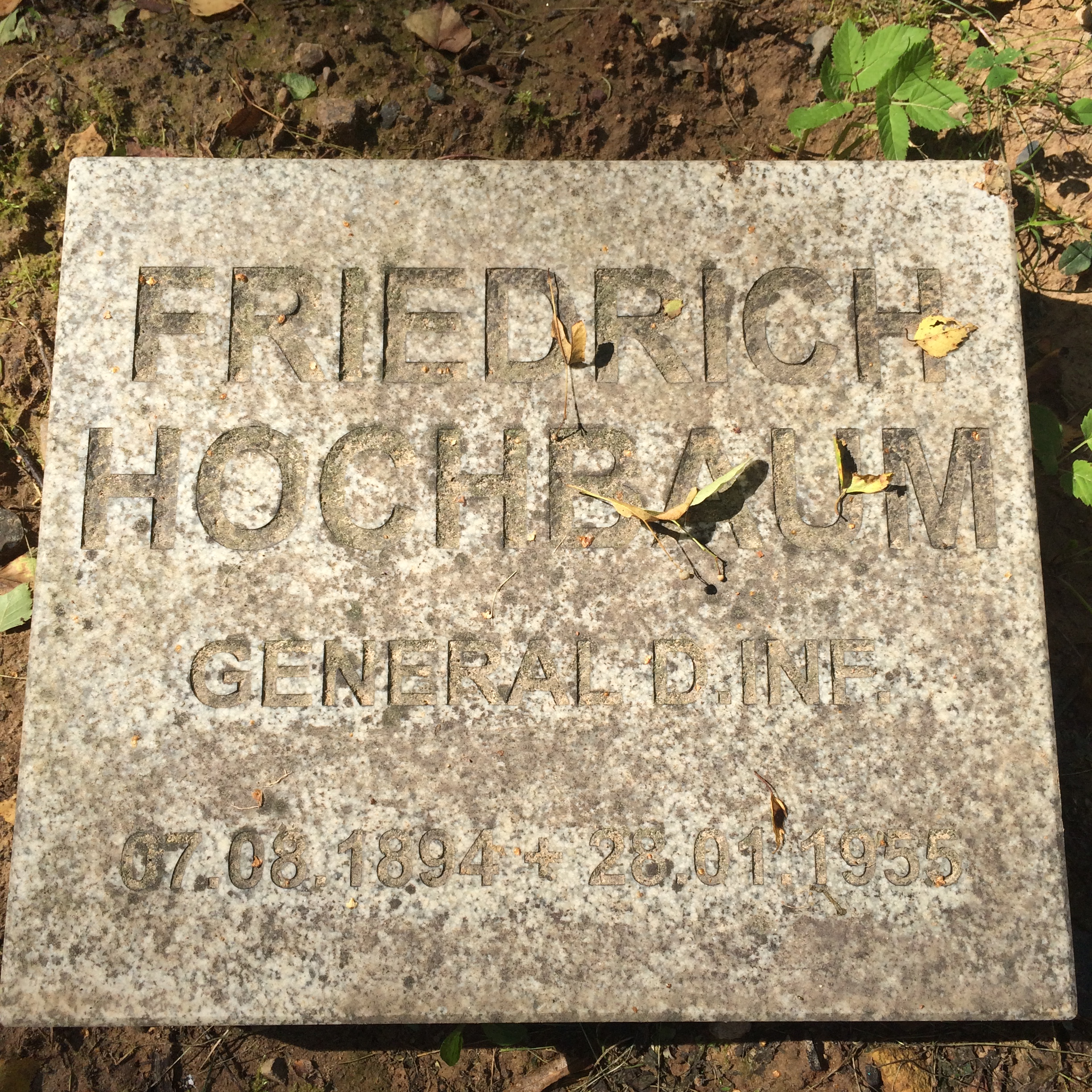

- الصليب الحديدي (1914) الدرجة الثانية (10 أكتوبر 1914) والدرجة الأولى (5 أغسطس 1916) [1]
- مشبك الصليب الحديدي (1939) الدرجة الثانية (3 يوليو 1941) والدرجة الأولى (21 أغسطس 1941)
- الصليب الألماني في الذهب في 25 أبريل 1942 مثل أوبرست في فرقة المشاة 253 [2]
- وسام الفارس الصليبي الحديدي بأوراق البلوط
  - صليب الفارس في 22 أغسطس 1943 كقائد عام وقائد 34. فرقة المشاة [3]
  - باوراق البلوط في 4 يونيو 1944 باعتباره جينيرال لوتنانت قائد 34. فرقة المشاة [4]

### اقتباسات
1. ↑  Thomas 1997, p. 287.
2. ↑  Patzwall & Scherzer 2001, p. 188.
3. ↑  Fellgiebel 2000, p. 189.
4. ↑  Fellgiebel 2000, p. 71.

### قائمة المراجع
| مناصب عسكرية    | مناصب عسكرية                | مناصب عسكرية    |
| --------------- | --------------------------- | --------------- |
| سبقه {{{سبقه}}} | {{{العنوان}}} {{{الأعوام}}} | تبعه {{{تبعه}}} |
| سبقه {{{سبقه}}} | {{{العنوان}}} {{{الأعوام}}} | تبعه {{{تبعه}}} |